# 锯额拟蛙蟹
锯额拟蛙蟹（学名：Raninoides serratifrons）为蛙蟹科拟蛙蟹属的动物。

## 分佈
本物種分佈於日本、斯里兰卡、印度以及中国大陆近海，常栖息于海水。

## 外部連結
- 維基物種上的相關：锯额拟蛙蟹